# Caroline Bishop
Caroline Garrison Bishop (* 18. Oktober 1846 in Heavitree, Exeter; † 12. Dezember 1929 in Boxmoor, Hemel Hempstead, Hertfordshire) war eine englisch-britische Aktivistin für Kindergärten. Sie koordinierte die Einführung dieser Konzepte in London und eröffnete später ein College mit angeschlossenem Kindergarten in Birmingham.

## Leben
Bishop wurde als Tochter des unitarischen Pfarrers Francis Bishop und seiner ersten Frau Lavinia (geborene Solly) geboren und erhielt den zweiten Vornamen „Garrison“ nach William Lloyd Garrison, einem radikalen amerikanischen Abolitionisten. Sie wurde im selben Jahr geboren, in dem ihr Vater Garrison bei dessen Besuch in Großbritannien empfing.
Ihre Tante war Charlotte Manning. Nach dem Tod ihrer Mutter und der Wiederverheiratung ihres Vaters übernahm sie die Betreeung ihrer dann geborenen Stiefgeschwister.
Bishop wurde zwei Jahre lang in Rödelheim und dann in Knutsford, Cheshire unterrichtet. Anfang der 1860er Jahre zog sie nach London, um ihr Studium fortzusetzen. Hier lernte sie die Fröbelschen Ideen kennen, die sie ein Leben lang in ihrer pädagogischen Arbeit begleiten sollten.
Als Teil ihres Studiums war Bishop am von Bertha Ronge gegründeten Kindergarten am Tavistock Place in St Pancras Schülerin gewesen. Die Kindergartenpädagogik stieß auf großes Interesse, und 1873 wurde Bishop für 100 Pfund pro Jahr angestellt, um einen zwölfwöchigen Kurs für Kindergarten-„Übungen“ einzurichten. Weniger als die Hälfte der ersten 200 Auszubildenden bestand den Kurs, und es wurde vereinbart, nur leitendes Personal auszubilden. Als sie 1877 die Schule verließ, wurde von jeder Londoner Kleinkinderschule erwartet, dass eine Lehrerin in Kindergartentechniken geschult war, da die Behörde Inspektoren einsetzte, um Schulen aufzuspüren, die diese Ideen nicht eingeführt hatten.

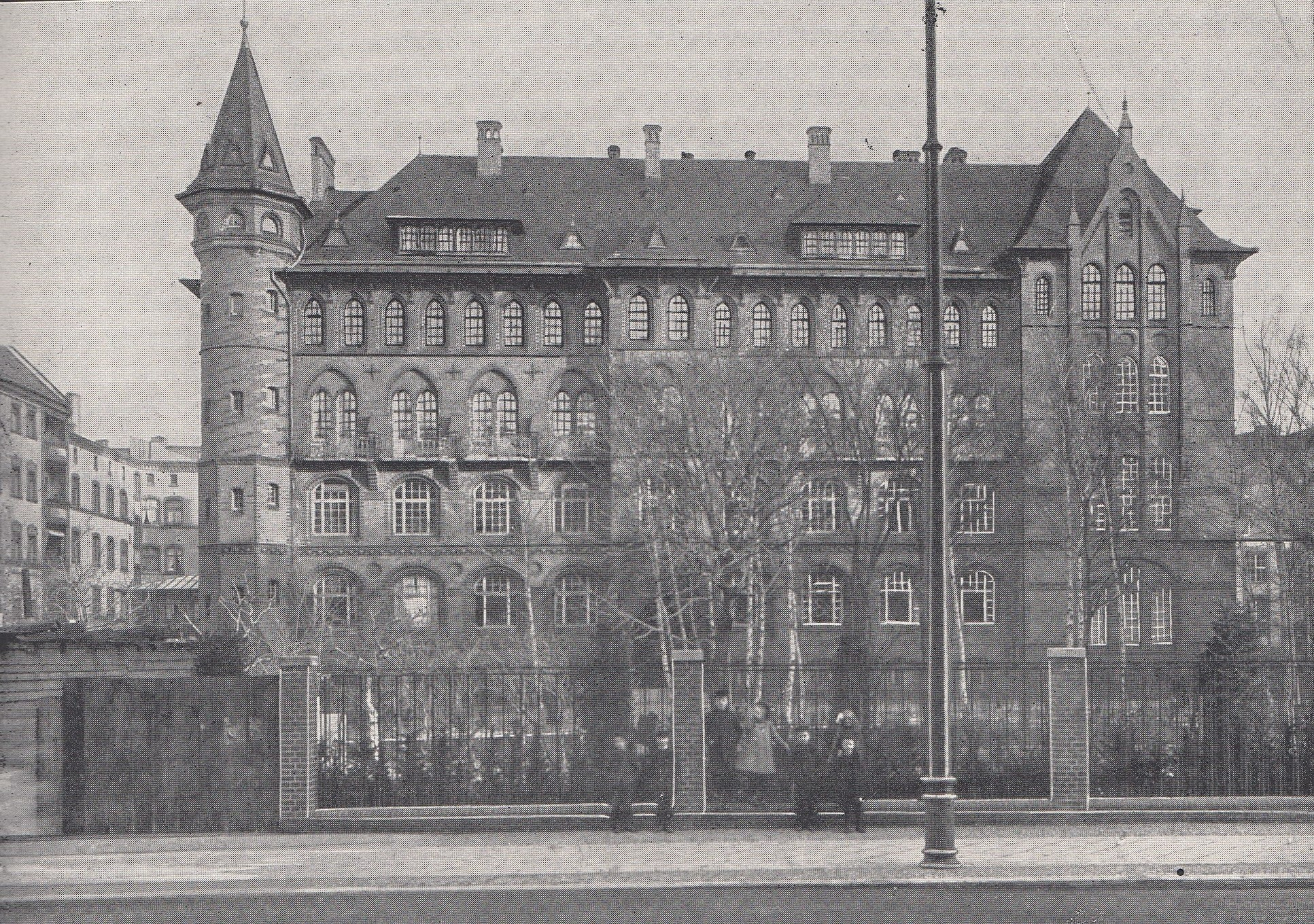
Pestalozzi-Fröbel-Haus, Berlin, ca. 1908

Bishop wird zusammen mit Joseph Payne die Gründung der Froebel Society zugeschrieben. Bishop führte ihre Cousine Adelaide Manning in die Froebel Society ein und Manning wurde später Schatzmeisterin und ehrenamtliche Sekretärin der Gesellschaft.
Bishop ging 1881 nach Berlin; ihre Aufgabe am Tavistock Place übernahm Penelope Lawrence. Bishop wurde im Pestalozzi-Fröbel-Haus ausgebildet. Das Haus war von Henriette Schrader-Breymann ins Leben gerufen worden, die den Schwerpunkt auf „Learning-by-doing“, den Wert des Spiels im Kindergarten, die Beschäftigung mit der Natur und normale Hausarbeiten legte. Zwei Jahre später kehrte sie nach England zurück. Bishops Fachwissen wurde soweit anerkannt, dass sie 1883 gebeten wurde, als vorübergehende Direktorin des Pestalozzi-Fröbel-Hauses zurückzukehren.
Bishop zog nach Edgbaston, Birmingham, wo sie ein Froebel College und einen Kindergarten einrichtete. Sie zeigte den angehenden Lehrern, wie kleine Kinder durch leichte Aufgaben lernen können. Die Kinder räumten das Zimmer auf und bereiteten das Gemüse für das Abendessen vor, bevor sie im Garten mit Sand spielten oder auf andere Weise durch Musik, Poesie oder Spiele lernten.
Der Greet Free Kindergarten entstand in einem Armenviertel von Birmingham, das damals noch Greet hieß. Der Kindergarten lag auf einem von Geraldine Cadbury zur Verfügung gestellten Raum hinter einem Versammlungshaus der Quäker und wurde 1904 mit Personal aus dem Froebel College in Edgbaston eröffnet. Es war der erste Kindergarten in Birmingham.
Er wurde auf Initiative der Quäkerin Julia Lloyd gegründet. Lloyd hatte in Deutschland am Pestalozzi-Fröbel-Haus studiert und kehrte dann zurück, um mit Bishop zusammenzuarbeiten. Die Kinder bauten ihr eigenes Gemüse an, besuchten Bauernhöfe und verarbeiteten mit ihren eigenen Händen das Fell ihres Lieblingslammes zu Strickwaren für ihre Puppenhäuser. Nach dem Ersten Weltkrieg wurde der Kindergarten in eine Vorschule, die Selly Oak Nursery, umgewandelt.
Bishop ging in den Ruhestand und zog 1906 nach Knighton in Leicester, wo sie sich weiterhin für das Wohl der Kinder engagierte. Sie starb 1929 in Boxmoor.